# Núria Cuxart Ainaud
Núria Cuxart Ainaud (Barcelona, 1955) és una infermera catalana amb una trajectòria professional amb dedicació a l’assistència, la docència, la recerca, la gestió i política sanitàries i la divulgació. Es doctora honoris causa per la Universitat de Vic.
Núria Cuxart Ainaud va diplomar-se en Infermeria i és llicenciada en Humanitats. Abans, el 1979, va titular-se com a ajudant tècnica sanitària (ATS), títol que, des de 1953, incloïa practicants, llevadores i infermeres. Ha treballat en assistència en diversos centres, com ara l'Hospital General de Mollet del Vallès, on va ser directora d'Infermeria. Ha desenvolupat la seva tasca docent a la Universitat Ramon Llull i a la Universitat de Barcelona.
Cuxart ha dut una intensa activitat en associacions professionals, des de les quals ha reivindicat  el valor de les cures i l'ètica de la infermeria. Ha estat vicepresidenta del Col·legi Oficial d'Infermeres i Infermers de Barcelona (COIB) i degana del Consell de Col·legis d’Infermeres i Infermers de Catalunya(CCIIC). En el COIB, va ser directora de programes de 2003 a 2020. És membre del grup coordinador del Grupo 40+ Iniciativa Enfermera, agrupació professional que té com a objectiu «analitzar la situació de les cures de salut i de les infermeres com a professionals, potenciant així la major visibilitat de les infermeres i el seu paper en l'atenció a la salut de la població, la millor utilització dels sabers i habilitats infermeres, la participació de les professionals en la presa de decisions polítiques i sanitàries».
L'any 2015, Cuxart va rebre la Medalla Josep Trueta, que la Generalitat de Catalunya concedeix anualment a persones que han destacat per la seva activitat professional en l'àmbit sanitari. El juliol de 2025 va ser investida doctora honoris causa per la Universitat de Vic - Universitat Central de Catalunya, essent la primera infermera que rep aquest reconeixement d'una universitat catalana.